# Neuro-ontwikkeling
Neuro-ontwikkeling is de ontwikkeling van de zenuwcellen in de hersenen en van het zenuwstelsel op basis van individuele cellen en de bijbehorende mechanismen in de embryonale fase van een organisme. De studie van deze ontwikkeling is zowel het gebied van de neurowetenschap als dat van de ontwikkelingsbiologie. Stoornissen in de neuro-ontwikkeling kunnen achterstand op cognitief, motorisch en intellectueel niveau tot gevolg hebben, zoals autisme, het syndroom van Rett en verstandelijke beperking.

## Aspecten
Belangrijke fasen in de neuro-ontwikkeling zijn de geboorte en differentiatie van zenuwcellen uit de stamcel, de migratie van de zenuwcellen naar hun eindbestemming, de uitgroei van axonen en dendrieten uit zenuwcellen, axongeleiding van de groeikegel naar de "postsynaptische partners", generatie van synapsen tussen de axonen en hun postsynaptische partners en uiteindelijk het bereiken van de synaptische plasticiteit.
Al deze processen die deel uitmaken van de neuro-ontwikkeling, kunnen worden onderverdeeld in mechanismen die niet afhankelijk zijn van zenuwactiviteit en zintuigelijke waarneming zoals differentiatie, migratie en axongeleiding, en mechanismen die daar wel van afhankelijk zijn. Deze laatste processen worden pas in gang gezet wanneer de axonen hun eindbestemming bereiken. De vorming van synapsen is niet afhankelijk van neurale activiteit, de wijziging en eliminatie van synapsen echter wel.

## Bestudering
Bij de studie van neuro-ontwikkeling wordt veel gebruikgemaakt van proefdieren, zoals de huismuis (Mus musculus), de fruitvlieg (Drosophila melanogaster), de zebravis (Danio rerio), de klauwkikker (Xenopus laevis) en de Caenorhabditis elegans.